# ژاشکیف
ژاشکیف (به روسی: Жашків) شهری در استان چرکاسی در کشور اوکراین واقع شده‌است. جمعیت این شهر ۱۳,۳۵۵ نفر (۲۰۲۱ تخمینی) است.

## نگارخانه

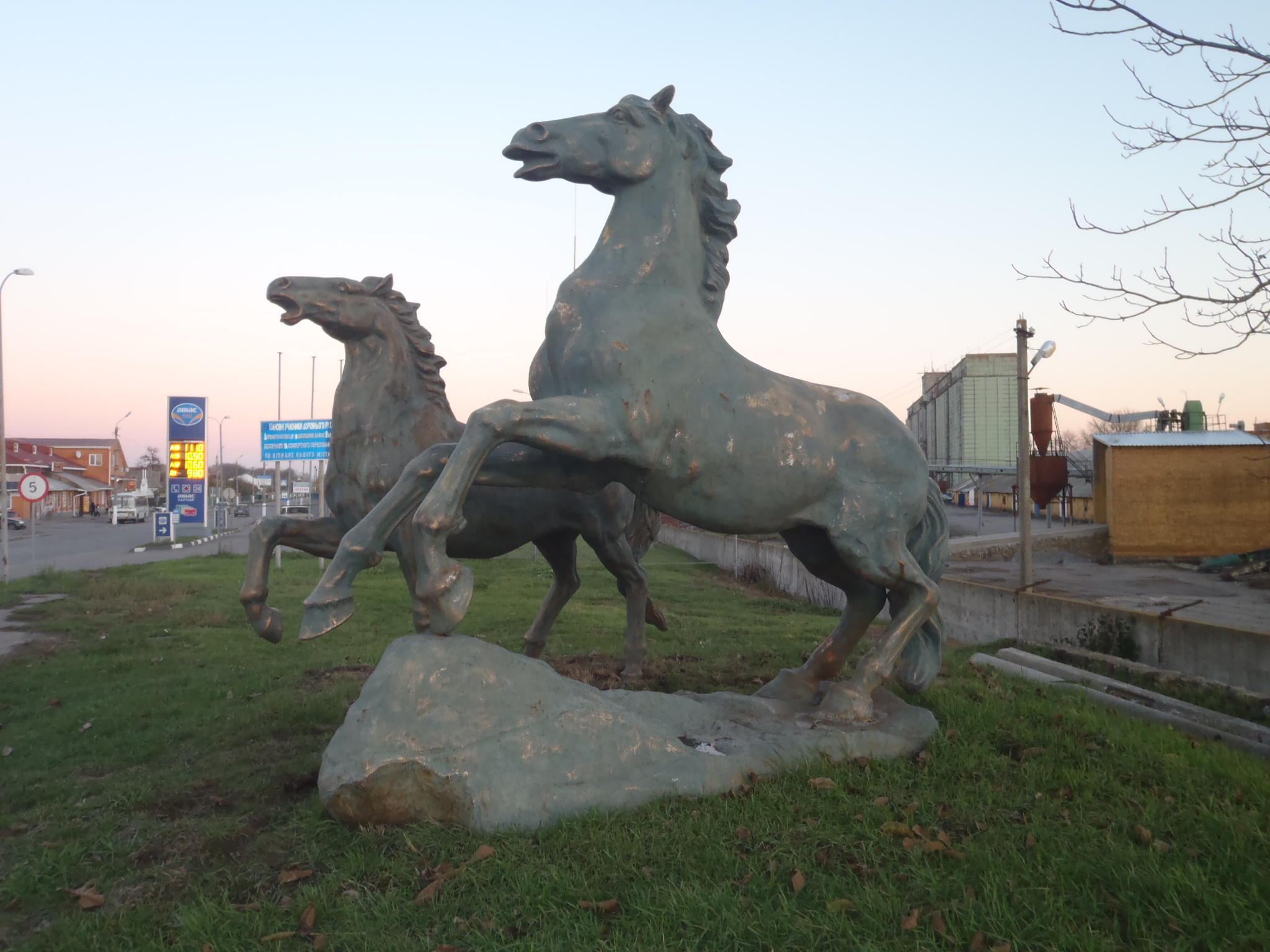
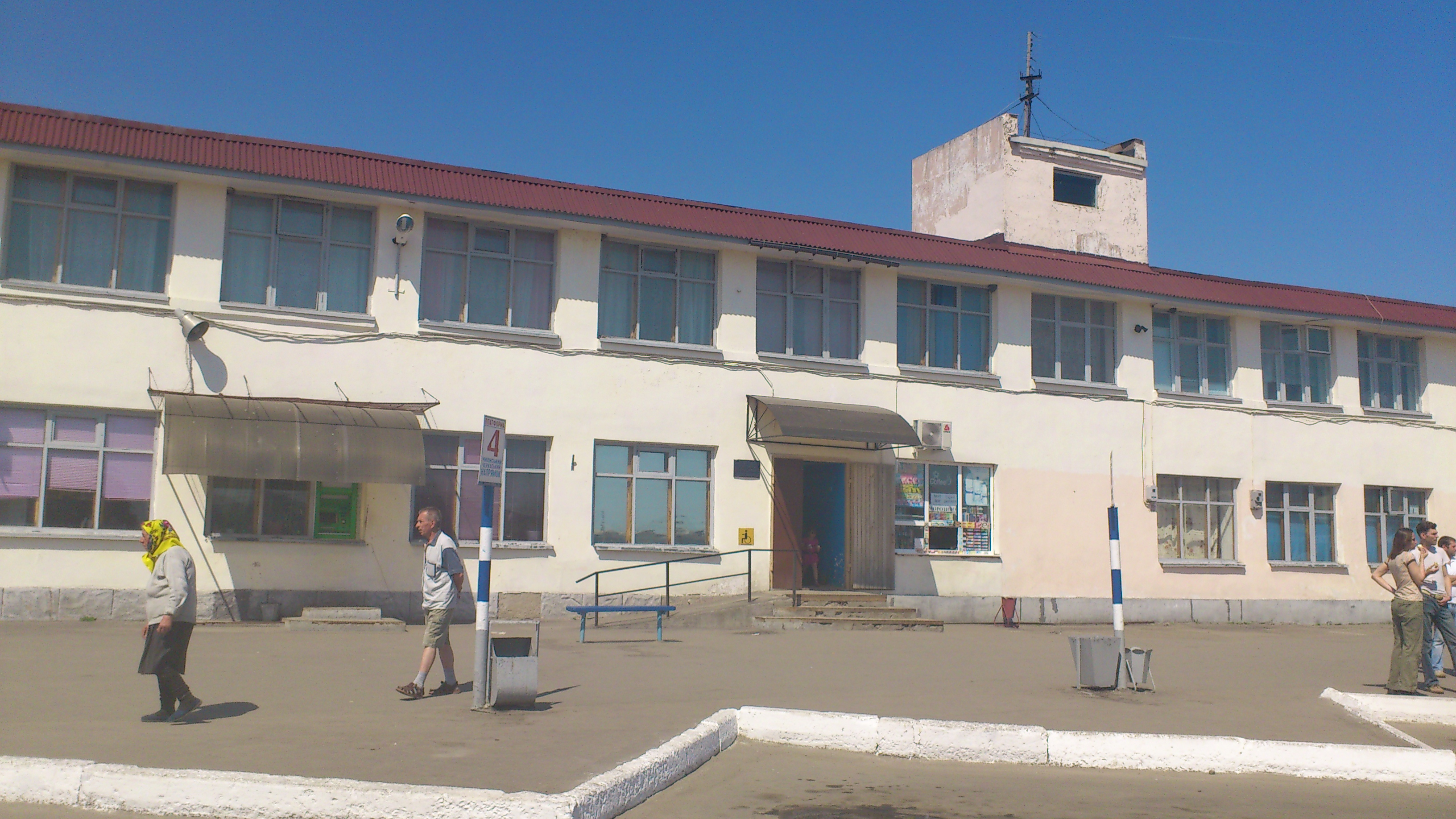